# Gimnastyka sportowa na Letnich Igrzyskach Olimpijskich Młodzieży 2010 – skok przez konia chłopców
Skok przez konia chłopców na I Letnich Igrzyskach Olimpijskich Młodzieży odbył się w dniu 22 sierpnia 2010. Do zawodów przystąpiło 8 zawodników, którzy otrzymali najwyższe noty za skok przez konia w kwalifikacjach wieloboju. Każdy zawodnik oddał dwa skoki. Ocena każdego skoku była sumą oceny trudności skoku (Wynik D) oraz oceny wykonania skoku (Wynik E). Ocena końcowa zawodnika to średnia ocen dwóch skoków konkursowych.

## Finał
| Pozycja | Zawodnik            | Wynik D     | Wynik E     | Kara    | Ocena skoków  | łącznie |
|         | Ganbatyn Erdenebold | 6.600 6.200 | 9.150 9.375 | -       | 15.750 15.575 | 15.662  |
|         | Ferhat Arıcan       | 5.800 6.600 | 9.575 9.525 | -       | 16.175 14.625 | 15.400  |
|         | Nestor Abad         | 6.200       | 9.375 9.225 | 0.100 - | 15.475 15.425 | 15.450  |
| 4       | Arthur Mariano      | 6.600 6.200 | 9.150 8.725 | - 0.300 | 16.175 14.675 | 15.400  |
| 5       | Weena Chokpaoumpai  | 5.400 6.200 | 9.600 9.525 | -       | 15.000 15.725 | 15.362  |
| 6       | Daniła Kazaczkow    | 6.600 5.800 | 9.225 8.400 | - 0.100 | 15.825 14.100 | 14.962  |
| 7       | Javier Cervantes    | 6.200       | 8.300 9.200 | 0.100   | 14.400 15.300 | 14.850  |
| 8       | Oleh Stepko         | 6.600 4.600 | 8.125 9.625 | 0.100 - | 14.625 14.225 | 14.425  |